# Jogos Olímpicos de Inverno da Juventude de 2016
Os Jogos Olímpicos de Inverno da Juventude de 2016 (em Norueguês: Vinter-OL for ungdom 2016), oficialmente conhecidos como II Jogos Olímpicos de Inverno da Juventude, foram realizados em Lillehammer, Noruega, entre 12 e 21 de fevereiro de 2016. Foi a quarta edição de uma Olimpíada da Juventude, e a segunda de Inverno. Lillehammer foi eleita como cidade-sede a 7 de dezembro de 2011, como candidata única. Os Jogos reutilizaram infraestruturas usadas para os Jogos Olímpicos de Inverno de 1994, e além de Lillehammer, também houve eventos nas vizinhas Hamar, Gjøvik e Øyer.

## Processo de eleição
Lillehammer foi ratificada como sede dos Jogos por ser apenas a única candidata. O Comitê Olímpico Norueguês consultou as autoridades norueguesas e regionais para analisar uma candidatura e submetê-la ao Comité Olímpico Internacional (COI). Quando o prazo de apresentação de candidaturas terminou, era a única cidade a ter-se apresentado. Lillehammer havia acolhido as Olimpíadas de Inverno de 1994, e candidatou-se à edição inaugural dos JOJ de Inverno da Juventude (2012), perdendo para Innsbruck. Lake Placid, Lucerna, Saragoça e Sófia expressaram o interesse em concorrer, mas acabaram por não se candidatar.
No dia 7 de dezembro de 2011, o COI ratificou Lillehammer como os Jogos Olímpicos de Inverno da Juventude de 2016.

## Organização
Em janeiro de 2012, a executiva Siri Hatlen foi designada responsável do Comité Organizador de Lillehammer 2016. Na cerimónia de encerramento das Olimpíadas de Inverno da Juventude de 2012 em Innsbruck, Lillehammer recebeu a Bandeira Olímpica. Tomas Holmestad é o director-executivo de Lillehammer 2016. Em Agosto de 2014, o Comité Organizador de Lillehammer contava com 20 funcionários, número que deverá crescer para 80 funcionários em Janeiro de 2016.

## Infraestruturas

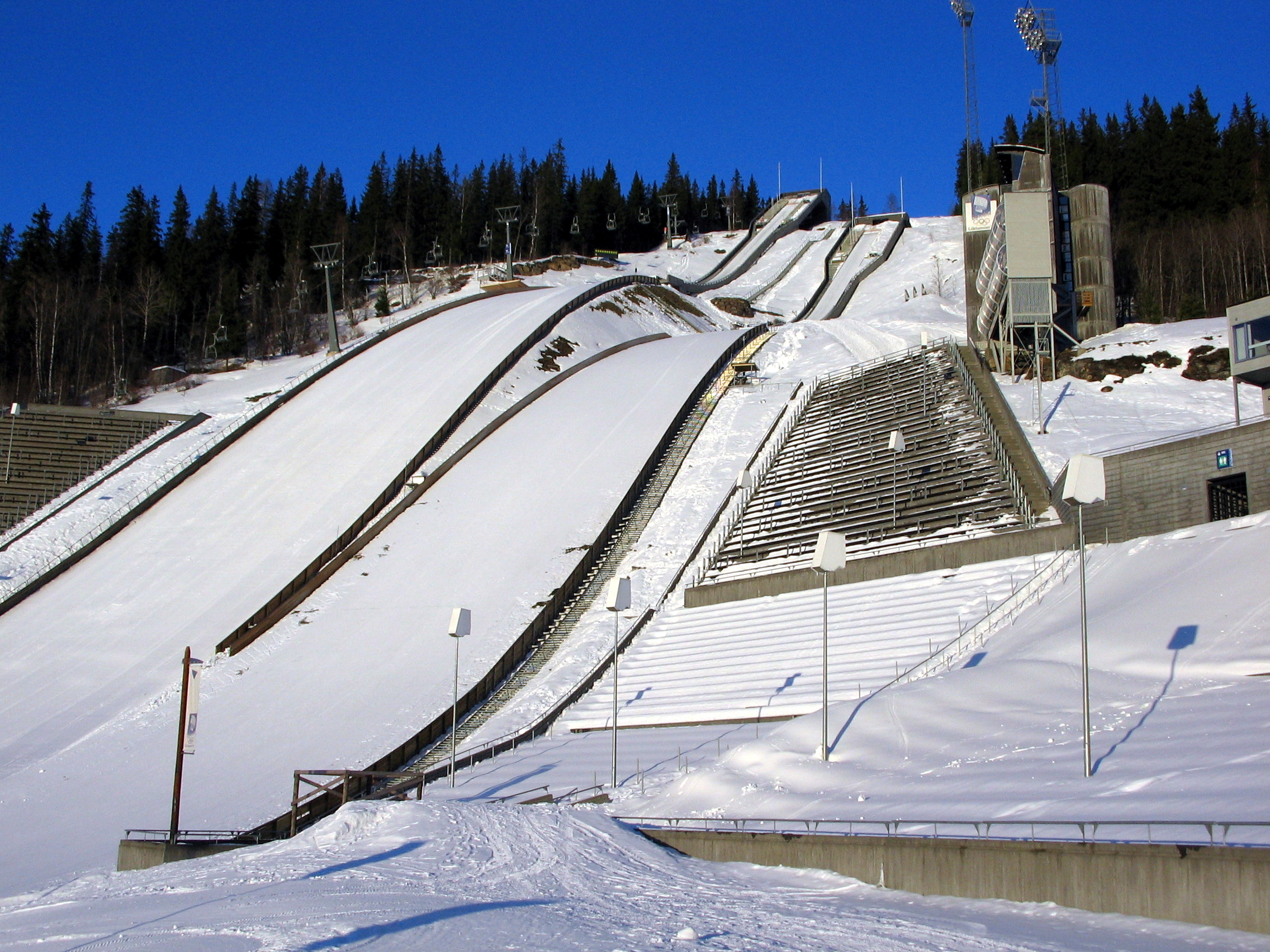
Tal como as outras infraestruturas, Lysgårdsbakken foi construído para as Olimpíadas de Inverno de 1994.

Foram usadas nove infraestruturas de competição e 11 extra-competição, todas existentes com exceção da Vila Olímpica. Os Jogos aconteceram em quatro municípios: Lillehammer, como sede principal e os vizinhos Hamar, Gjøvik e Øyer. Os primeiros três estão localizados perto do lago de Mjøsa e cada um tem cerca de 27 mil residentes, enquanto Øyer tem cinco mil residentes e localiza-se no vale de Gudbrandsdalen. Haverá cinco locais de competição em Lillehammer, dois em Hamar e um em Gjøvik e Øyer.
Em Lillehammer, a Arena de Saltos de Lysgårdsbakken tem a capacidade para 50 mil pessoas. A colina de Lysgårdsbakken tem uma pista de 138 m e um k-point de 123 m, enquanto a colina normal tem o tamanho 100 m e o K-point de 90 m. A Arena estará sediando além dos saltos de esqui e do combinado nórdico e cerimônia de abertura. O Estádio de Esqui de Birkebeineren sediou o esqui cross-country, o biatlo, além do combinado nórdico. O circuito de cross-country tem a capacidade de 31 mil pessoas sentadas e no módulo de biatlo capacidade de 13 500. Além disso, os espectadores podem assistir ao longo das pistas. A Arena de Kanthaugen com capacidade para 15 000 espectadores sediará o esqui estilo livre e a prova do halfpipe do snowboard.
A Pista Olímpica de Bobsleigh e Luge de Lillehammer, localizada em Hunderfossen, é a única pista de bobsleigh, luge e skeleton nos países nórdicos. O Kristins Hall irá acolher o hóquei no gelo e o curling. O Gjøvik Olympic Cavern Hall, localizado numa caverna, irá ser a sede dos eventos de patinação de velocidade em pista curta. Em Hamar, o Vikingskipet sediou a patinação de velocidade, e o Anfiteatro Olímpico de Hamar sediou a patinação artística e a patinação de velocidade em pista curta. O esqui alpino e o snowboard slopestyle acontecerão em Hafjell, em Øyer.
Uma tenda montada noStampesletta, um complexo multidesportivo perto do Kristins Hall, foi palco das cerimônias de premiações e de encerramento. Os jogos terão duas Vilas Olímpicas: a principal, em Lillehammer, para os eventos na cidade e em Øyer; e a secundária em Hamar, para as provas no local e em Gjøvik. A Vila de Lillehammer consistirá do Hotel Birkebeineren e de seu complexo de apartamentos. A expansão do hotel será a única obra especifica para os Jogos e dali pode-se acessar a pé as principais instalações, com o Håkons Hall a se transformar no refeitório. A Vila de Hamar consistirá do Hotel Scandic Hamar. Além disso, há cinco infraestruturas culturais designadas em Lillehammer: Kulturhuset Banken, Museu de Arte de Lillehammer, Colégio Universitário de Lillehammer, Maihaugen e a Academia Nansen. O centro de imprensa será na Escola Secundária de Mesna, que fica perto de Stampesletta.
Todas as infraestruturas foram especificamente construídas para os Jogos Olímpicos de Inverno de 1994. O Kristins Hall foi a única não foi usada em 1994, tendo sido utilizada apenas para treinos dos esportes de gelo. O Håkons Hall e o resort de Kvitfjell foram utilizados em 1994, mas não durante os Jogos de 2016. O Håkons Hall será a sede do programa "Lean and Share" (Aprenda e Partilhe). A área já está completamente testada pois desde então sedia vários eventos internacionais. O principal acesso a cidade é o  Aeroporto de Oslo Gardermoen, localizado a 145 quilômetros (90 mi) ao sul de Lillehammer. A cidade está conectada a linha de trem Dovrebanen e a Estrada europeia 6.

## Marketing

### Mascote
O Comité Organizador de Lillehammer abriu um concurso internacional para o desenho da mascote em Fevereiro e Março de 2014. A competição requereu que as propostas de desenho fossem baseadas num animal, existente ou fantasiado, que parecesse jovem, alegre e que evocasse e representasse o espírito dos Jogos Olímpicos de Inverno da Juventude e da sua edição de 2016. O LYOGOC recebeu mais de 50 ideias de todo o mundo, e um júri composto por quatro elementos conceituados seleccionou os três finalistas. As propostas finalistas foram apresentadas na página oficial de Facebook de Lillehammer 2016, onde foram submetidas a votação dos fãs. O lince Sjogg ganhou a competição, e foi desenhado por Line Ansethmoen, um jovem de 18 anos.

## Desportos
Esta lista inclui os esportes previstos para as Olimpíadas de Inverno da Juventude de 2016. São sete desportos num total de 15 disciplinas.
| - Biatlo - Bobsleigh - Combinado nórdico - Curling - Esqui alpino - Esqui cross-country - Esqui estilo livre | - Luge - Hóquei no gelo - Patinação artística - Patinação de velocidade - Patinação de velocidade em pista curta - Salto de esqui - Skeleton - Snowboard |

### Novos eventos
Alguns eventos vão estrear no programa:
Biatlo (1)
- Revezamento simples misto

Bobsleigh (2)
- Corrida em monobob (masculino e feminino)

Esqui cross-country (2)
- Cross-country cross (masculino e feminino)

Esqui estilo livre (2)
- Slopestyle (masculino e feminino)

Patinação de velocidade (1)
- Velocidade por equipes mistas

Snowboard (3)
- Snowboard cross (masculino e feminino)
- Ski-snowboard cross misto por equipes (com atletas do snowboard)

Combinado (1)
- Nórdico por equipes mistas (com atletas do esqui cross-country e salto de esqui)

## Nações participantes
Espera-se a participação de 70 nações, representadas pelos atletas enviados pelos respectivos Comités Olímpicos Nacionais. A totalidade dos participantes e das nações em prova só será conhecida mais próximo dos Jogos, abaixo a lista dos CONs com pelo menos um atleta já classificado:
- RSA África do Sul (1)
- GER Alemanha (42)
- AND Andorra (3)
- ARG Argentina (8)
- ARM Armênia (2)
- AUS Austrália (15)
- AUT Áustria (30)
- BEL Bélgica (8)
- BLR Bielorrússia (10)
- BIH Bósnia e Herzegovina (3)
- BRA Brasil (10)
- BUL Bulgária (8)
- CAN Canadá (53)
- KAZ Cazaquistão (17)
- CHI Chile (7)
- CHN China (22)
- CYP Chipre (1)
- COL Colômbia (1)
- KOR Coreia do Sul (32)
- CRO Croácia (6)
- DEN Dinamarca (5)
- SVK Eslováquia (32)
- SLO Eslovênia (17)
- ESP Espanha (6)
- USA Estados Unidos (58)
- EST Estônia (11)
- FIN Finlândia (35)
- FRA França (27)
- GEO Geórgia (2)
- GBR Grã-Bretanha (17)
- GRE Grécia (2)
- HUN Hungria (13)
- IND Índia (1)
- IRI Irã (2)
- IRL Irlanda (1)
- ISL Islândia (3)
- ISR Israel (2)
- ITA Itália (29)
- JAM Jamaica (1)
- JPN Japão (30)
- LAT Letônia (14)
- LIB Líbano (2)
- LIE Liechtenstein (2)
- LTU Lituânia (10)
- LUX Luxemburgo (1)
- MAS Malásia (1)
- MEX México (2)
- MDA Moldávia (3)
- MON Mônaco (1)
- MGL Mongólia (1)
- MNE Montenegro (2)
- NEP Nepal (1)
- NOR Noruega (71)
- NZL Nova Zelândia (11)
- NED Países Baixos (13)
- POL Polônia (19)
- POR Portugal (1)
- KEN Quênia (1)
- MKD Macedônia do Norte (2)
- CZE Chéquia (41)
- ROU Romênia (19)
- RUS Rússia (66)
- SMR San Marino (1)
- SRB Sérvia (3)
- SWE Suécia (36)
- SUI Suíça (47)
- TPE Taipé Chinês (4)
- TLS Timor-Leste (1)
- TUR Turquia (13)
- UKR Ucrânia (19)

## Calendário
| OC | Cerimónia de abertura | ● | Provas/eliminatórias | 1 | Finais | CC | Cerimónia de encerramento |

| Fevereiro                              | 12 Sex | 13 Sáb | 14 Dom | 15 Seg | 16 Ter | 17 Qua | 18 Qui | 19 Sex | 20 Sáb | 21 Dom | Eventos |
| -------------------------------------- | ------ | ------ | ------ | ------ | ------ | ------ | ------ | ------ | ------ | ------ | ------- |
| Cerimónias                             | OC     |        |        |        |        |        |        |        |        | CC     |         |
| Biatlo                                 |        |        | 2      | 2      |        | 1      |        |        |        | 1      | 4       |
| Bobsleigh                              |        |        |        |        |        |        |        |        | 2      |        | 2       |
| Combinado nórdico                      |        |        |        |        | 1      |        | 1      |        | 1      |        | 3       |
| Curling                                | ●      | ●      | ●      | ●      | 1      | ●      | ●      | ●      | ●      | 1      | 2       |
| Esqui alpino                           |        | 2      | 2      |        | 1      | 1      | 1      | 1      | 1      |        | 9       |
| Esqui cross-country                    |        | 2      |        |        | 2      |        | 2      |        |        |        | 7       |
| Esqui estilo livre                     |        |        | 1      | 1      | 1      |        |        | 1      | 1      |        | 5       |
| Hóquei no gelo                         | ●      | ●      | ●      | ●      | 1      | ●      | 1      | ●      | ●      | 2      | 4       |
| Luge                                   |        |        | 1      | 2      | 1      |        |        |        |        |        | 3       |
| Patinação artística                    |        | ●      | ●      | 2      | 2      |        |        |        | 4      |        | 12      |
| Patinação de velocidade                |        | 2      |        | 2      |        | 1      |        | 2      |        |        | 7       |
| Patinação de velocidade em pista curta |        |        | 2      |        | 2      |        |        |        | 1      |        | 5       |
| Salto de esqui                         |        |        |        |        | 2      |        | 1      |        |        |        | 3       |
| Skeleton                               |        |        |        |        |        |        |        | 2      |        |        | 2       |
| Snowboard                              |        |        | 1      | 1      |        |        |        | 1      | 1      |        | 4       |
| Total de finais                        |        |        |        |        |        |        |        |        |        |        |         |
| Total cumulativo                       |        |        |        |        |        |        |        |        |        |        |         |
| Fevereiro                              | 12 Sex | 13 Sáb | 14 Dom | 15 Seg | 16 Ter | 17 Qua | 18 Qui | 19 Sex | 20 Sáb | 21 Dom | Eventos |

## Quadro de medalhas
Para o quadro completo, veja Quadro de medalhas dos Jogos Olímpicos de Inverno da Juventude de 2016
     País sede destacado.
| Ordem | País                       | Medalha de ouro | Medalha de prata | Medalha de bronze |     |
| ----- | -------------------------- | --------------- | ---------------- | ----------------- | --- |
| 1     | USA Estados Unidos         | 10              | 6                |                   | 16  |
| 2     | KOR Coreia do Sul          | 10              | 3                | 3                 | 16  |
| 3     | RUS Rússia                 | 7               | 8                | 9                 | 24  |
| 4     | GER Alemanha               | 7               | 7                | 8                 | 22  |
| 5     | NOR Noruega                | 4               | 9                | 6                 | 19  |
| –     | MIX Equipes de CONs mistos | 4               | 4                | 5                 | 13  |
| 6     | SUI Suíça                  | 4               | 3                | 4                 | 11  |
| 7     | CHN China                  | 3               | 5                | 2                 | 10  |
| 8     | CAN Canadá                 | 3               | 2                | 1                 | 6   |
| 9     | SWE Suécia                 | 3               | 2                |                   | 5   |
| 10    | SLO Eslovênia              | 3               |                  | 2                 | 5   |
| 11    | JPN Japão                  | 2               | 4                |                   | 6   |
| 12    | AUT Áustria                | 2               | 3                | 5                 | 10  |
| 13    | FRA França                 | 2               | 1                | 3                 | 6   |
| 14    | GBR Grã-Bretanha           | 2               |                  | 2                 | 4   |
| 15    | ITA Itália                 | 1               | 2                | 6                 | 9   |
| 16    | LAT Letônia                | 1               | 1                |                   | 2   |
| 17    | ROU Romênia                | 1               |                  |                   | 1   |
|       | UKR Ucrânia                | 1               |                  |                   | 1   |
| 19    | AUS Austrália              |                 | 3                | 1                 | 4   |
| 20    | CZE Chéquia                |                 | 2                | 2                 | 4   |
| 21    | FIN Finlândia              |                 | 1                | 5                 | 6   |
| 22    | HUN Hungria                |                 | 1                | 1                 | 2   |
|       | NZL Nova Zelândia          |                 | 1                | 1                 | 2   |
| 24    | BEL Bélgica                |                 | 1                |                   | 1   |
|       | SVK Eslováquia             |                 | 1                |                   | 1   |
| 26    | KAZ Cazaquistão            |                 |                  | 2                 | 2   |
| 27    | BUL Bulgária               |                 |                  | 1                 | 1   |
|       | NED Países Baixos          |                 |                  | 1                 | 1   |
| TOTAL | TOTAL                      | 70              | 70               | 70                | 210 |